# Грабкув (Любуське воєводство)
Грабкув (пол. Grabków, нім. Grabkow) — село в Польщі, у гміні Любсько Жарського повіту Любуського воєводства.
Населення — 230 осіб (2011).
У 1975-1998 роках село належало до Зеленогурського воєводства.

## Демографія
Демографічна структура станом на 31 березня 2011 року:
|          | Загалом | Допрацездатний вік | Працездатний вік | Постпрацездатний вік |
| -------- | ------- | ------------------ | ---------------- | -------------------- |
| Чоловіки | 112     | 26                 | 80               | 6                    |
| Жінки    | 118     | 29                 | 73               | 16                   |
| Разом    | 230     | 55                 | 153              | 22                   |